# Baker Fattah Hussen

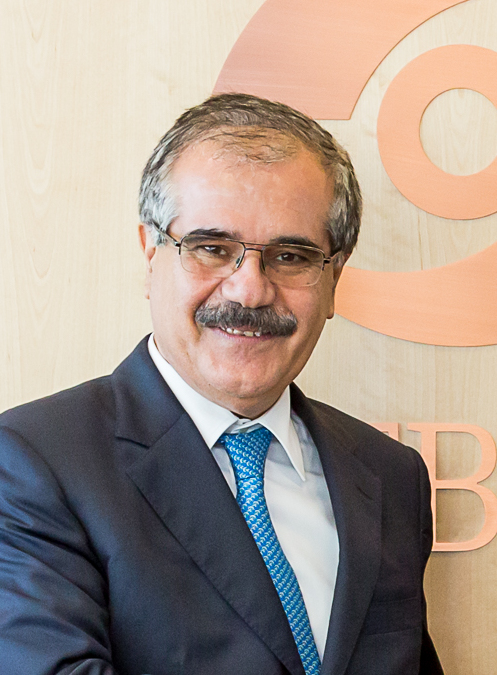
Baker Fattah Hussen (2019)

Baker Fattah Hussen (arabisch بكر فتاح حسين, DMG Bakr Fattāḥ Ḥusain; * 1. Juli 1957 in Sulaimaniya) ist ein irakischer Diplomat und Politiker.

## Werdegang
Hussen studierte bis 1978 Chemie an der University of Sulaimani und schloss mit einem Bachelor ab. Seit 1978 ist er Mitglied der Patriotischen Union Kurdistans 1991 schloss er ein Berufsdiplom für Informationstechnologie in Teheran ab. 1992 wurde Baker Fattah Hussen Mitglied des Menschenrechtskomitees des Irakischen Nationalkongress und 1994 war er Gründungsmitglied der Kurdisch-spanischen Kulturvereinigung. 1997 erhielt er ein Diplom für Spanische Sprache in Spanien und 1999 ein Diplom für Internationale Beziehungen in Italien. Von 2005 bis 2009 war Baker Fattah Hussen Abgeordneter des kurdischen Parlaments. 2009 und 2010 arbeitete er im diplomatischen Dienst des irakischen Außenministeriums, von 2010 bis 2013 war er irakischer Botschafter in Brasilien, anschließend war er bis 2017 Botschafter in Schweden. In den Jahren 2017 und 2018 leitete er die Europa-Abteilung des irakischen Außenministeriums. Seit März 2010 ist Baker Fattah Hussen Botschafter in Österreich. Außerdem ist er Ständiger Vertreter bei den Vereinten Nationen in Wien.

## Privates
Baker Fattah Hussen ist verheiratet und hat zwei Töchter. Er spricht Kurdisch als Muttersprache, daneben außerdem Arabisch, Englisch, Persisch, Spanisch, Italienisch und Portugiesisch.